# Pont de Schering
Pour les articles homonymes, voir Schering (homonymie).
Le pont de Schering est un circuit électrique utilisé pour mesurer les propriétés isolantes des câbles et équipements électriques. Il s'agit d'un circuit en pont AC, développé par Harald Schering. L'avantage est que l'équation d'équilibre est indépendante de la fréquence.
Les connexions du pont de Schering dans des conditions d'équilibre sont illustrées dans la figure ci-dessous.
Z1, R1 et C2 forment la partie haute tension et R3, R4, C4 la partie basse tension. L'idée du pont de Schering est de modifier R3 et C4 jusqu'à ce que la tension aux bornes du pont soit nulle.
Dans ce schéma :
- C1 = condensateur dont la capacité est à déterminer,
- R1 = une résistance série représentant la perte dans le condensateur C1,
- C2 = un condensateur standard (normalement sans pertes),
- R3 = une résistance variable non inductive ,
- C4 = un condensateur variable,
- R4 = une résistance non inductive en parallèle avec le condensateur variable C4.

Le pont de Schering est régulièrement utilisé pour mesurer la tangente de perte tan(δ) d'une capacité ou d'une isolation. Celle-ci s'exprime :
{\displaystyle tan(\delta )=\omega R_{1}C_{1}=\omega R_{4}C_{4}}
Avec ω la pulsation (rad/s).